# Christian Ehler

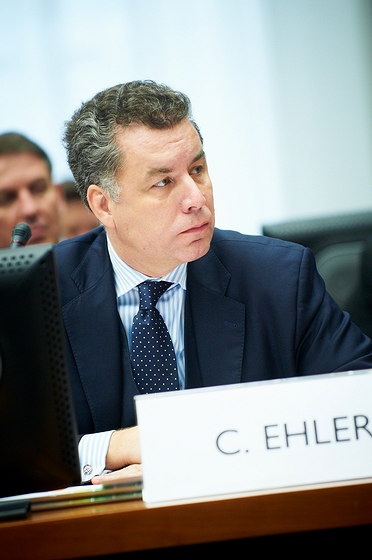
Christian Ehler (2010)

Christian Ehler (17 augustus 1963) is een Duits politicus en lid van het Europees Parlement namens Brandenburg. Hij is lid van de Christlich Demokratische Union Deutschlands, dat lid is van de Europese Volkspartij. Sinds 16 februari 2012 is hij voorzitter van de delegatie voor de betrekkingen met de Verenigde Staten.